# Templo de París
El Templo de París, Francia, es uno de los templos construidos y operados por la la Iglesia de Jesucristo de los Santos de los Últimos Días actualmente en construcción, situado en Le Chesnay, un suburbio de París, Francia. El templo es el primero en París y el templo número 156 construido por la iglesia SUD. Antes de la construcción del templo en Francia, los fieles del país iban al Templo de Fráncfort o al templo de Suiza. El templo de Tokio y el templo de París son los únicos templos SUD que han sido construidos sin una ceremonia previa de primera palada. Junto con otros cuatro templos, el templo de París no tiene torres o pináculos y carece de la tradicional estatua del ángel Moroni.

## Anuncio
Los planes para la construcción del templo en París fueron anunciados por Thomas S. Monson el 15 de julio de 2011. Generalmente los templos nuevos son anunciados durante una conferencia general de la Iglesia. Pero los periódicos franceses informaron de los planes para construir el nuevo templo en Le Chesnay antes del anuncio oficial, lo que incitó a que dicho anuncio se hiciera con tres meses de anterioridad a la conferencia de octubre de 2011. En la Conferencia General el 3 de octubre de se reafirmaron los planes de la construcción del templo en París y se anunciaron además los planes de construir el templo de Barranquilla en Colombia, el templo de Durban en Sudáfrica, el templo de Kinshasa en el Congo y el templo de Star Valley en USA.

## Construcción
Antes de que se hicieran los anuncios oficiales, la iglesia andaba buscando un terreno adecuado para la construcción del nuevo templo en París. En 1998 durante un tour de Europa relacionado con la dedicación del templo en Preston en Inglaterra, el entonces presidente de la iglesia Gordon B. Hinckley se reunió con fieles franceses y anunció que la iglesia buscaba un terreno para la construcción de un posible templo futuro. En mayo de 2004 Hinckley volvió a Francia después de la dedicación del templo de Dinamarca y aclaró que aún no se había conseguido un lugar adecuado para construir un templo. Para 2005 la iglesia consideró una parcela en Saint-Cloud, un suburbio de París, antes de volver su atención hacia un terreno en las afueras de Versalles.
Tras negociaciones con la alcaldía de Le Chesnay se llegó a un acuerdo sobre el terreno en el Boulevard Saint-Antoine que también había suscitado el interés de otros compradores, la Academia de Versalles entre ellos. Comentarios crean la posibilidad que junto con el templo la iglesia construya un hotel residencial y locales para negocios. El Templo de París será el primer templo construido en Francia, y está localizado cercano a Versalles. 
En agosto de 2013, los edificios que ocupaban el terreno donde se construye el templo de París fueron demolidos tras un amplio proceso de retirada de amianto. Hicieron falta varios meses para derribar y retirar las instalaciones subterráneas y otros desechos de los antiguos edificios de Électricité de France (EDF) que ocupaban el área.
Para el 2014 se había iniciado la construcción del edificio sin una ceremonia de la primera palada, como se costumbra hacer en cada construcción de templos SUD. El templo de París está construido en un terreno de una hectárea. En una desviación del estilo de los templos construidos anteriormente, el templo de Paris (junto con los templos de Laie y Cardston) se construyó en un estilo neoclásico que recuerda al Templo de Jerusalén, sin las agujas que se han convertido en un pilar de los templos construidos desde entonces. El templo de París fue el último templo SUD construido sin pináculos.

## Dedicación
El templo SUD de París fue dedicado para sus actividades eclesiásticas en tres sesiones el 21 de mayo de 2017 por Henry B. Eyring, primer consejero de la Primera Presidencia. Con anterioridad a ello, del 22 de abril al 13 de mayo de ese mismo año, la iglesia permitió un recorrido público de las instalaciones y del interior del templo.